# سيدة العام (فلم)
سيدة العام (بالإنجليزية: Woman of the Year) هو فيلم كوميدي صدر في سنة 1942، من إخراج جورج ستيفنز وبطولة سبنسر تريسي وكاثرين هيبورن. الفيلم من تأليف رينج لاردنر جونيور، ومايكل كانين، وجون لي ماهين، وإنتاج جوزيف إل مانكيفيتش. تدور أحداث الفيلم حول العلاقة بين تيس هاردينغ - مراسلة الشؤون الدولية التي اختارت «امرأة العام» - وسام كريج - كاتب رياضي - يلتقيان ويتزوجان ويواجهان مشاكل نتيجة التزامها الثابت بعملها.
في عام 1999، تم اختيار هذا الفيلم لحفظه في السجل الوطني للفيلم بالولايات المتحدة من قبل مكتبة الكونغرس باعتباره «مهمًا ثقافيًا أو تاريخيًا أو جماليًا».

## بطولة
- سبنسر تريسي
- كاثرين هيبورن

## الميزانية والإيرادات
بلغت تكلفة إنتاج الفيلم حوالي 1,006,000 دولار بينما حقق أرباحا تقدر بـ 2,708,000 (initial release) دولار.

### ترشيحات وجوائز
| السنة | الحدث  | الفئة             | النتيجة  |
| ----- | ------ | ----------------- | -------- |
|       | أوسكار | أفضل سيناريو أصلي | فـــــوز |

## وصلات خارجية
- سيدة العام على موقع IMDb (الإنجليزية)
- سيدة العام على موقع ميتاكريتيك (الإنجليزية)
- سيدة العام على موقع الموسوعة البريطانية (الإنجليزية)
- سيدة العام على موقع روتن توميتوز (الإنجليزية)
- سيدة العام على موقع نتفليكس (الإنجليزية)
- سيدة العام على موقع ألو سيني (الفرنسية)
- سيدة العام على موقع Turner Classic Movies (الإنجليزية)
- سيدة العام على موقع أول موفي (الإنجليزية)
- سيدة العام على موقع بوكس أوفيس موجو (الإنجليزية)
- سيدة العام على موقع فيلمافينيتي (الإسبانية)